# Uniformitarianisme
Uniformitarianisme, actualisme of actualiteitsprincipe is het principe geldend binnen de geologie en de kosmologie, dat stelt dat de geschiedenis van de Aarde en van het heelal verklaard kan worden met dezelfde geologische en kosmologische processen als die van vandaag de dag. Dit betekent dat "geologische en kosmologische processen uniform zijn door de tijd heen", maar niet altijd met dezelfde kracht. Het principe geldt op Aarde voor zowel de abiotische als de biotische wereld.

## Geschiedenis van het begrip
De uitwerking van het principe wil zeggen dat de Aarde niet is ontstaan  door plotselinge veranderingen, zoals het tegenhangende catastrofisme stelt. Die opvatting gold in de begindagen van de geologie, in de 17e en 18e eeuw, met de Franse, protestantse natuuronderzoeker Georges Cuvier als de bekendste bepleiter. Voorafgaand aan de opkomst van het catastrofisme waren opvattingen over de vorming van de aardlagen gebaseerd op Bijbelse verhalen, zoals het verhaal van de zondvloed. Deze zogenaamde zondvloedgeologie is begin 19e eeuw nieuw leven ingeblazen door bepaalde creationisten, maar is binnen de natuurwetenschappen niet meer geldend.
De Schotse geoloog James Hutton bewees in zijn Theory of the Earth in 1795 dat heuvels en bergen niet veranderen door plotselinge rampen, maar door graduele processen als sedimentatie en erosie. Hutton sloot echter incidentele gebeurtenissen als onderdeel van de geologie, zoals de aardbeving van Lissabon van 1755 niet uit; hij beschreef ze echter als onderdelen van cyclische en andere langdurige processen.
Huttons principe werd door de filosoof William Whewell (1794-1866) uniformitarianisme genoemd, wat betreft de tijd een juiste term, maar verwarrend, omdat het opgevat kon worden alsof de Aarde uniform is. Dat was niet wat Hutton ermee bedoeld had. Tegenwoordig wordt de naam uniformitarianisme dan ook vervangen door actualisme, een naam die veel meer Hutton's idee beschrijft dat actuele, waarneembare processen tevens de geologische geschiedenis van de Aarde kunnen verklaren. Zoals Hutton het zelf formuleerde:
We may look for the transactions of time past, in the present state of things upon the surface of this earth, and read the operations of an ancient date in those which are transacted under our eye.
(We kunnen naar de gebeurtenissen in het verleden zoeken in tegenwoordige processen op het aardoppervlak, en we kunnen processen uit het verleden terugzien in gebeurtenissen die onder ons oog plaatsvinden.)
Tijdens Huttons leven kregen zijn ideeën maar weinig aandacht, mede omdat Hutton er een ingewikkelde en lastig volgbare schrijfstijl op nahield. Zijn vriend en tijdgenoot John Playfair (1748-1819), een Schots wiskundige, wist het uniformitarianisme wel onder de aandacht van geleerden te brengen met zijn boek Illustrations of the Huttonian Theory of the Earth (1802). De Engelse geoloog Charles Lyell (1797-1875) zou met zijn Principles of Geology (1830) het uniformitarianisme ook onder een algemeen publiek verspreiden. Tijdens zijn wereldreis met de Beagle (1831-1836) las Charles Darwin Principles of Geology en paste de uitgangspunten ervan toe in zijn latere evolutietheorie.
Een bekende omschrijving van Huttons idee werd gegeven door de Schotse geoloog Archibald Geikie (1835-1924):
The present is the key to the past
(Het heden is de sleutel tot het verleden)